# Albert Lutuli
Albert John Mvumbi Lutuli (Rodésia do Sul, c. 1898 — Cuaducuza, 21 de julho de 1967) foi um professor, líder religioso e político da África do Sul, ativista anti-apartheid, presidiu o Congresso Nacional Africano (CNA) de 1952 até sua morte.
Foi laureado com o Nobel da Paz de 1961, por sua luta não-violenta contra o regime sul-africano.

## Biografia
Lutuli nasceu perto de Bulavaio, no território do atual Zimbábue, numa missão da Igreja Adventista do Sétimo Dia; seu pai morreu quando ainda era bebê.
Foram morar então com um tio, Martin Luthuli, que então era o chefe numa missão cristã zulu da Reserva do Rio Umvoti, próximo a Groutville.
Graças ao empenho de sua mãe, Lutuli pôde estudar no Escola Secundária de Ohlange, onde ficou dois períodos, transferindo-se depois para o colégio interno missionário metodista em Edendale, onde em 1917 formou-se como professor.
Em seguida foi lecionar na região montanhosa de Natal, até que em 1920 recebeu uma bolsa do governo para faculdade de magistério no Colégio Superior Adams, após o qual foi nomeado seu secretário e, depois, diretor. Teve que exercer esses cargos para poder auxiliar financeiramente a mãe, recusando uma bolsa para a Universidade de Fort Hare.
Em 1928 tornou-se secretário da Associação Africana de Professores, e em 1933 seu presidente.
Em 1935 em função da pressão dos anciãos de sua tribo, aceitou, relutantemente, o cargo de chefe da Reserva do Rio Umvoti em Groutville.
Durante muitos anos foi um pregador leigo, membro de várias congregações cristãs e parte da executiva do Conselho Cristão da África do Sul.
Com a morte de John Langalibalele Dube em 1946, Lutuli candidata-se à sua sucessão, procurando dotar o Conselho de Representação dos Nativos de maior coerência nas ações, até então dividido em disputas internas. É derrotado, contudo, por Selby Msimang; quando a instituição já estava quase acabada, em 1948, Lutuli é feito seu presidente.

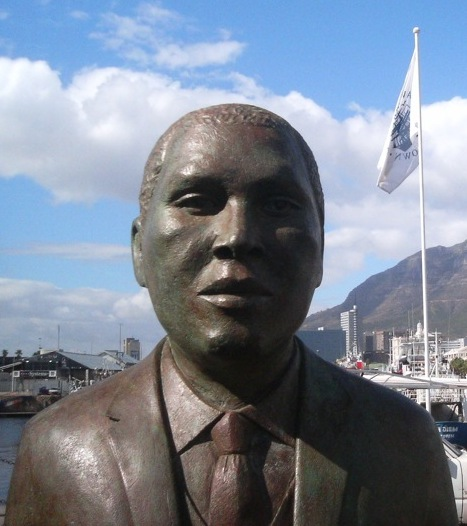
Estátua em homenagem a Lutuli.

Ainda em 1948 passou nove meses nos Estados Unidos, numa série de palestras financiadas por duas organizações religiosas.
Em 1951, com apoio da Liga da Juventude do Congresso Nacional Africano, começa a ter repercussão nacional no âmbito do CNA. Seu apoio à Campanha de Desafio, em 1952, fez o governo obrigá-lo a demitir-se da função de chefe. Em resposta publica seu manifesto pacifista "O Caminho da Liberdade é a Via Crucis" Neste ano foi eleito Presidente-Geral do CNA.
A partir de 1953 Lutuli foi condenado pelo regime racista instalado desde 1948 ao confinamento domiciliar.
Em 1955 recebeu, durante o Congresso do Povo, a mais alta condecoração do CNA — a Medalha Isitwalandwe-Seaparankoe, isto é, a "Medalha Daquele que Usa as Plumas do Pássaro Raro".
Por sugerir um dia nacional de lamentação pelo Massacre de Sharpeville e haver queimado publicamente o passe obrigatório, num gesto simbólico de desobediência civil às leis segregacionistas, Lutuli foi condenado em 1960 no Julgamento por Traição a seis meses de prisão, tendo em seguida a pena suspensa.

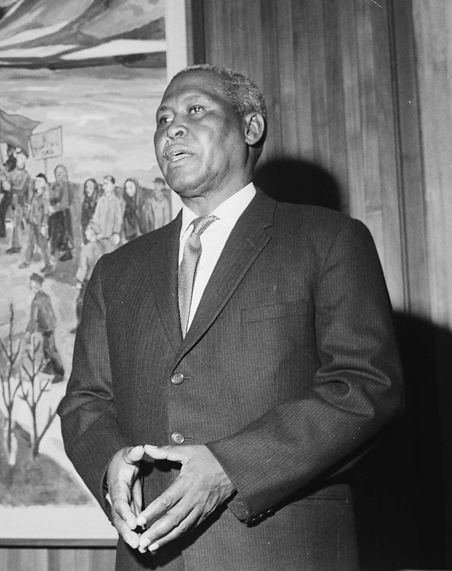
Lutuli, em Oslo, 1961.

Mesmo sofrendo pena de restrição, foi autorizado a sair do país para que, em dezembro de 1961, fosse até Oslo receber o Prêmio Nobel da Paz, numa situação que o jornal Die Transvaler, de orientação conservadora e segregacionista, qualificou como um "inexplicável fenômeno patológico" por parte do parlamento norueguês. Na premiação Lutuli compareceu usando o tradicional chapéu de chefe tribal, e surpreendeu a plateia, ao final, entoando a canção Nkosi Sikelel' iAfrika.
Mesmo com a oposição de Nelson Mandela, defendeu o ingresso de não-negros no CNA, que se deu em 1954 com a criação do Congresso do Povo; em sua presidência proibiu que a instituição adotasse a resistência armada ao regime; com o massacre de Sharpeville, contudo, deu carta-branca a Mandela para que este criasse um braço armado, desde que não houvesse vinculação com o Congresso, o que ocorreu com a criação do Lança da Nação, em 1961.
Lutuli morreu, aos 69 anos, atropelado por um trem, cuja aproximação não ouvira, em sua aldeia natal de Groutville, em episódio não inteiramente esclarecido.